# Automeris aspersus
Automeris aspersus é uma espécie de mariposa do gênero Automeris, da família Saturniidae.
Foi registrada na Guiana Francesa por Bouvier, na localidade de Maroni; apresentava um exemplar macho, medindo 109 mm.